# گردان ۲۸۳
گردان ۲۸۳ گردان پیاده‌نظام مکانیزه زیرمجموعه لشکر ۹۲ زرهی اهواز از نیروی زمینی ارتش ایران بود، که در خلال جنگ ایران و عراق در منطقه شمال‌غربی خوزستان، وظیفه حفاظت از پاسگاه مرزی نهر عنبر در جنوب موسیان تا پاسگاه مرزی سفریه در شمال بستان به طول ۸۶ کیلومتر را برعهده داشت. گردان ۲۸۳ در اواخر دهه ۱۳۴۰ توسط نیروی زمینی شاهنشاهی ایران تأسیس شد. در روزهای نخست جنگ، این گردان اولین یگان رزمی ایرانی بود، که با یگان‌های سپاه سوم نیروی زمینی عراق درگیر شد و در برابر هجوم لشکر ۱۰ زرهی و لشکر ۱ مکانیزه قرار داشت و به مدت ۲۴ ساعت در برابر ۲۸ گردان مانوری عراق در منطقه عین خوش ایستادگی کرد. در روز دوم، گردان ۲۸۳ به منطقه دشت عباس منتقل شد و برای حفظ پادگان دوکوهه و پایگاه چهارم شکاری، اقدام به قطع جاده اهواز به اندیمشک نمود و با هدف رسیدن یگان‌های خودی، اقدام به اجرای عملیات تاخیری در برابر لشکر ۱۰ زرهی کرد. گردان ۲۸۳ در عملیات نصر و عملیات بیت‌المقدس نیز از یگان‌های عمل‌کننده نیروی زمینی ارتش بود و تا پایان جنگ نیز در چندین عملیات آفندی و پدافندی شرکت داشت.